# Рівняння Дірака (графен)
Рівняння Дірака для графену — модельне диференціальне рівняння, що наближено описує спектр збуджень у графені поблизу особливих точок зони Бріллюена й має вигляд, схожий на рівняння Дірака. Аналогічно тому, як рівняння Дірака має наслідком запровадження поняття спіну, елементарні збудження в графені характеризуються квантовим числом, яке називають квазіспіном.

### Зонна структура
Якщо врахувати тільки вклад найближчих сусідів у формування енергетичних зон, то гамільтоніан в наближенні сильного зв'язку для гексагональної ґратки приймає вигляд:
{\displaystyle H=-t\sum _{i\in \Lambda _{A}}\sum _{j=1}^{3}a^{\dagger }({\textbf {r}}_{i})b({\textbf {r}}_{i}+{\textbf {u}}_{j})-t\sum _{i\in \Lambda _{B}}\sum _{j=1}^{3}b^{\dagger }({\textbf {r}}_{i})a({\textbf {r}}_{i}+{\textbf {v}}_{j}),\qquad (1.1)}
де {\displaystyle t} — інтеграл перекриття між хвильовими функціями найближчих сусідів, який визначає також ймовірність переходу («стрибка») між сусідніми атомами (атомами з різних підрешіток), оператори {\displaystyle a^{\dagger }({\textbf {r}}_{i})} та {\displaystyle b^{\dagger }({\textbf {r}}_{i})} оператори народження, які діють на трикутних підрешітках кристалу {\displaystyle \Lambda _{A}} та {\displaystyle \Lambda _{B}} відповідно, {\displaystyle a({\textbf {r}}_{i})} та {\displaystyle b({\textbf {r}}_{i})} — оператори знищення. Вони задовольняють звичайній антикомутаційним співвідношенням для ферміонів:
{\displaystyle [a({\textbf {r}}_{i}),a^{\dagger }({\textbf {r}}_{i^{'}})]_{+}=[b({\textbf {r}}_{i}),b^{\dagger }({\textbf {r}}_{i^{'}})]_{+}=\delta _{ii^{'}}.\qquad (1.2)}
Шість векторів {\displaystyle {\textbf {u}}_{i}} та {\displaystyle {\textbf {v}}_{i}} вказують на найближчі вузли від вибранного центрального атому і задаються відношеннями
{\displaystyle {\textbf {u}}_{1}=(-d,0),\,{\textbf {u}}_{2}=\left({\frac {1}{2}}d,{\frac {\sqrt {3}}{2}}d\right),\,{\textbf {u}}_{3}=\left({\frac {1}{2}}d,-{\frac {\sqrt {3}}{2}}d\right),\qquad (1.3)}
{\displaystyle {\textbf {v}}_{1}=(d,0),\,{\textbf {v}}_{2}=\left(-{\frac {1}{2}}d,-{\frac {\sqrt {3}}{2}}d\right),\,{\textbf {v}}_{3}=\left(-{\frac {1}{2}}d,{\frac {\sqrt {3}}{2}}d\right).\qquad (1.4)}
Перетворення Фур'є операторів народження та знищення
{\displaystyle a({\textbf {r}}_{i})=\int \limits _{BZ}{\frac {d^{2}k}{(2\pi )^{2}}}e^{i{\textbf {k}}{\textbf {r}}_{i}}{\tilde {a}}({\textbf {k}}),b({\textbf {r}}_{i})=\int \limits _{BZ}{\frac {d^{2}k}{(2\pi )^{2}}}e^{i{\textbf {k}}{\textbf {r}}_{i}}{\tilde {b}}({\textbf {k}}),\qquad (1.5)}
де інтегрирування по хвильовим векторам проводиться з першої зони Бріллюена, дозволяє записати гамільтоніан у вигляді
{\displaystyle H=\int \limits _{BZ}{\frac {d^{2}k}{(2\pi )^{2}}}{\tilde {\psi }}^{\dagger }({\textbf {k}}){\tilde {H}}{\tilde {\psi }}({\textbf {k}}),\qquad (1.6)}
де прийняті такі позначення:
{\displaystyle {\tilde {\psi }}({\textbf {k}})=\left({\tilde {a}}({\textbf {k}}),{\tilde {b}}({\textbf {k}})\right)^{T},\,{\tilde {\psi }}^{\dagger }({\textbf {k}})=\left({\tilde {a}}^{\dagger }({\textbf {k}}),{\tilde {b}}^{\dagger }({\textbf {k}})\right),\qquad (1.7)}
та
{\displaystyle {\tilde {H}}=\left({\begin{array}{cc}0&-t\sum _{j=1}^{3}e^{i{\textbf {k}}{\textbf {u}}_{j}}\\-t\sum _{j=1}^{3}e^{i{\textbf {k}}{\textbf {v}}_{j}}&0\\\end{array}}\right).\qquad (1.8)}
Вираз (1.6) можна отримати якщо підставити (1.5) в (1.1). Розглянемо суму
{\displaystyle \sum _{i\in \Lambda _{A}}\sum _{j=1}^{3}a^{\dagger }({\textbf {r}}_{i})b({\textbf {r}}_{i}+{\textbf {u}}_{j}),\qquad (1.9)}
яку, використавши співвідношення (1.5) можна записати у вигляді
{\displaystyle \sum _{i\in \Lambda _{A}}\sum _{j=1}^{3}\int \limits _{BZ}{\frac {d^{2}k}{(2\pi )^{2}}}e^{-i{\textbf {k}}{\textbf {r}}_{i}}{\tilde {a\dagger }}({\textbf {k}})\int \limits _{BZ}{\frac {d^{2}k^{'}}{(2\pi )^{2}}}e^{i{\textbf {k}}^{'}({\textbf {r}}_{i}+{\textbf {u}}_{j})}{\tilde {b}}({\textbf {k}}^{'}),\qquad (1.10)}
або
{\displaystyle \int \limits _{BZ}{\frac {d^{2}k}{(2\pi )^{2}}}{\tilde {a\dagger }}({\textbf {k}})\int \limits _{BZ}{\frac {d^{2}k^{'}}{(2\pi )^{2}}}\sum _{i\in \Lambda _{A}}e^{-i{\textbf {k}}{\textbf {r}}_{i}+i{\textbf {k}}^{'}{\textbf {r}}_{i}}\sum _{j=1}^{3}e^{i{\textbf {k}}^{'}{\textbf {u}}_{j}}{\tilde {b}}({\textbf {k}}^{'}).\qquad (1.11)}
Використавши співвідношення
{\displaystyle \sum _{i\in \Lambda _{A}}e^{-i{\textbf {k}}{\textbf {r}}_{i}+i{\textbf {k}}^{'}{\textbf {r}}_{i}}=(2\pi )^{2}\delta \left({\textbf {k}}^{'}-{\textbf {k}}\right),\qquad (1.12)}
знаходимо після інтегрування за {\displaystyle {\textbf {k}}^{'}} вираз
{\displaystyle \int \limits _{BZ}{\frac {d^{2}k}{(2\pi )^{2}}}{\tilde {a\dagger }}({\textbf {k}})\sum _{j=1}^{3}e^{i{\textbf {k}}{\textbf {u}}_{j}}{\tilde {b}}({\textbf {k}}).\qquad (1.13)}
Аналогічне перетворення другої суми в гамільтоніані (1.1) приводить до бажаного результату (1.6).
Власне значення гамільтоніану (1.8) приймає значення
{\displaystyle E=\pm t{\sqrt {\sum _{j=1}^{3}e^{i{\textbf {k}}{\textbf {u}}_{j}}\sum _{j^{'}=1}^{3}e^{i{\textbf {k}}{\textbf {v}}_{j^{'}}}}}=\pm t{\sqrt {\left(e^{-ik_{x}d}+2e^{ik_{x}d/2}\cos {{\frac {\sqrt {3}}{2}}dk_{y}}\right)\left(e^{ik_{x}d}+2e^{-ik_{x}d/2}\cos {{\frac {\sqrt {3}}{2}}dk_{y}}\right)}}=}
{\displaystyle \pm t{\sqrt {\left(1+2e^{i3k_{x}d/2}\cos {{\frac {\sqrt {3}}{2}}dk_{y}}\right)\left(1+2e^{-i3k_{x}d/2}\cos {{\frac {\sqrt {3}}{2}}dk_{y}}\right)}}=\pm t{\sqrt {1+4\cos \left({\frac {\sqrt {3}}{2}}k_{y}d\right)\left[\cos \left({\frac {3}{2}}k_{x}d\right)+\cos \left({\frac {\sqrt {3}}{2}}k_{y}d\right)\right]}},\qquad (1.14)}
яке визначає зонну структуру графена.

### Низькоенергетичне наближення
Зони (1.14) з додатною енергією (квазічастки — електрони) та з від'ємною енергією (квазічастки — дірки) перетинаються в шести точках, які називаються діраківськими точками, оскільки поблизу них енергетичний спектр приймає «лінійну» залежність від хвильового вектора. Координати цих точок рівні
{\displaystyle \left(0,{\frac {4\pi }{3{\sqrt {3}}d}}\right),\,\left(0,-{\frac {4\pi }{3{\sqrt {3}}d}}\right),\,\left({\frac {2\pi }{3d}},{\frac {2\pi }{3{\sqrt {3}}d}}\right),\,\left({\frac {2\pi }{3d}},-{\frac {2\pi }{3{\sqrt {3}}d}}\right),\,\left(-{\frac {2\pi }{3d}},{\frac {2\pi }{3{\sqrt {3}}d}}\right),\,\left(-{\frac {2\pi }{3d}},{\frac {-2\pi }{3{\sqrt {3}}d}}\right).\qquad (2.1)}
Дві незалежні долини можна вибрати так, що вершини валентних зон будуть знаходитися в діраковських точах з координатами
{\displaystyle {\textbf {K}}^{\pm }=\left(0,\pm {\frac {4\pi }{3{\sqrt {3}}d}}\right).\qquad (2.2)}
Розглянемо недіагональний елемент {\displaystyle {\tilde {H}}_{12}} оператора Гамільтона (1.8). Разкладемо його поблизу точок Дірака (2.2) по малому параметру d
{\displaystyle \lim _{d\rightarrow 0}d^{-1}{\tilde {H}}_{12}|_{{\textbf {k}}={\textbf {K}}^{\pm }+{\boldsymbol {\kappa }}}=-t\lim _{d\rightarrow 0}d^{-1}\left(e^{-i\kappa _{x}d}+2e^{i\kappa _{x}d/2}\cos {\frac {{\sqrt {3}}d}{2}}\left(\pm {\frac {4\pi }{3{\sqrt {3}}d}}+\kappa _{y}\right)\right)={\frac {3t}{2}}(i\kappa _{x}\pm \kappa _{y}).\qquad (2.3)}
Для {\displaystyle {\tilde {H}}_{21}} розклад обчислюється аналогічним чином, тому в результаті можна записати гамільтоніан для квазічасток поблизу точок Дірака у вигляді
{\displaystyle \left({\begin{array}{cc}H^{+}&0\\0&H^{-}\\\end{array}}\right)=\hbar v_{F}(\alpha ^{1}\kappa _{x}+\alpha ^{2}\kappa _{y}),\qquad (2.4)}
де швидкість Фермі {\displaystyle v_{F}=3td\hbar ^{-1}/2} та
{\displaystyle \alpha ^{1}=-\left({\begin{array}{cc}\sigma ^{2}&0\\0&\sigma ^{2}\\\end{array}}\right),\,\alpha ^{2}=\left({\begin{array}{cc}\sigma ^{1}&0\\0&-\sigma ^{1}\\\end{array}}\right).\qquad (2.5)}
Тут {\displaystyle \sigma ^{1}} та {\displaystyle \sigma ^{2}} — матриці Паулі.
Якщо тепер перейти до координатного представлення, зробивши фур'є перетворення гамільтоніану (2.4), то приходимо до гамільтоніану в рівнянні Дірака для квазічасток в графені
{\displaystyle H=-i\hbar v_{F}(\alpha ^{1}\partial _{x}+\alpha ^{2}\partial _{y}).\qquad (2.6)}
Розв'язком рівняння Дірака для графену {\displaystyle H\psi =E\psi } буде чотирьохкомпонентний стовбчик вигляду
{\displaystyle \psi =(\psi _{A}^{+},\psi _{B}^{+},\psi _{A}^{-},\psi _{B}^{-})^{T},\qquad (2.7)}
де індекси {\displaystyle A} та {\displaystyle B} відповідають двом підрешіткам кристалу, а знаки «+» та «-» позначають нееквівалентні точки Дірака в k-просторі.

## Довільне повертання системи координат
Оскільки закон дисперсії не повинен залежати в низькоенергетичному наближенні від орієнтації кристаличної решітки відносно системи координат, а рівняння Дірака для графена не має такої властивості, то виникає питання про загальний вигляд рівняння Дірака при повертанні системи координат. Ясно, що єдина відмінність між рівняннями Дірака в заданій системі координат та поверненій на кут {\displaystyle \alpha } системі координат, при умові збереження закону дисперсії, полягає в добавлянні фазових факторів. Обчислення приводять до гамильтоніану для вільних часток вигляду
{\displaystyle H_{\pm }=-i\hbar v\left({\begin{array}{cc}0&e^{\pm i\alpha }(i\partial _{x}\pm \partial _{y})\\e^{\mp i\alpha }(-i\partial _{x}\pm \partial _{y})&0\\\end{array}}\right),\qquad (3.1)}
з якого можна отримати всі рівняння, котрі використовуються в літературі (при умові вибору протилежних K точок).
В літературі зустрічається гамильтоніан у вигляді
{\displaystyle H_{\pm }=-i\hbar v\left({\begin{array}{cc}0&\pm \partial _{x}-i\partial _{y}\\\pm \partial _{x}+i\partial _{y}&0\\\end{array}}\right),\qquad (3.2)}
який знаходиться з (3.1), коли кут повороту {\displaystyle \alpha =-\pi /2}.

## Розв'язок рівняння Дірака
Розглянемо оператор Гамільтона для однієї долини
{\displaystyle H_{+}=-i\hbar v{\begin{pmatrix}0&i{\frac {\partial }{\partial x}}+{\frac {\partial }{\partial y}}\\-i{\frac {\partial }{\partial x}}+{\frac {\partial }{\partial y}}&0\end{pmatrix}}.\qquad (4.1)}
Хвильова функція може буди подана у вигляді спінора, який складається з двох компонентів
{\displaystyle \Psi ={\begin{pmatrix}\phi \\\chi \end{pmatrix}}.\qquad (4.2)}
Ця функція задовольняє наступному рівнянню для вільних часток
{\displaystyle \left\{{\begin{matrix}-i\hbar v\left(i{\frac {\partial \chi }{\partial x}}+{\frac {\partial \chi }{\partial y}}\right)=E\phi &\\-i\hbar v\left(-i{\frac {\partial \phi }{\partial x}}+{\frac {\partial \phi }{\partial y}}\right)=E\chi &\end{matrix}}\right.\qquad (4.3)}
Підставляючи друге рівняння в перше, знаходимо хвильове рівняння
{\displaystyle {\frac {\partial ^{2}\phi }{\partial x^{2}}}+{\frac {\partial ^{2}\phi }{\partial y^{2}}}=-{\frac {E^{2}}{\hbar ^{2}v^{2}}}\phi ,\qquad (4.4)}
розв"язком якого буде плоска хвиля
{\displaystyle \phi ={\frac {1}{\sqrt {2}}}e^{ik_{x}x+ik_{y}y}.\qquad (4.5)}
Власні значення мають вигляд лінійного неперервного спектру
{\displaystyle E=\pm \hbar vk_{F}=\pm \hbar v{\sqrt {k_{x}^{2}+k_{y}^{2}}}.\qquad (4.6)}
Другу компоненту хвильової функції легко знайти підставивши знайдений розв'язок в друге рівняння (4.3)
{\displaystyle \chi =-i{\frac {\hbar v\left(k_{x}+ik_{y}\right)}{E}}{\frac {1}{\sqrt {2}}}e^{ik_{x}x+ik_{y}y}=-ie^{i\theta }{\frac {\hbar vk_{F}}{E}}{\frac {1}{\sqrt {2}}}e^{ik_{x}x+ik_{y}y}.\qquad (4.7)}
Таким чином, хвильова функція для {\displaystyle K^{+}} долини запишеться у вигляді
{\displaystyle \Psi ={\frac {1}{\sqrt {2}}}{\begin{pmatrix}1\\-ie^{i\theta }{\frac {\hbar vk_{F}}{E}}\end{pmatrix}}e^{ik_{x}x+ik_{y}y}.\qquad (4.8)}